# Pirouette (album)
Pirouette è l'ottavo album della flautista Berdien Stenberg, pubblicato nel 1987.

## Tracce
1. Coppelia, Mazurka + Waltz – 3:50
2. Danzas Espanolas – 4:21
3. Solvejg's Song, Peer Gynt Suite – 3:24
4. Nutcracker – 2:34
5. Italian Dance – 3:57
6. Spinning Song (La Fille Malgardée) – 2:09
7. Swan Lake – 4:23
8. Entre Act from "Carmen" – 3:23
9. Roses from the South – 3:17
10. Dance of Blessed Spirits – 2:58
11. Waltz from "Faust" – 2:53
12. Pizzicatino – 4:01